# ویکتور نلسون
ویکتور نلسون (انگلیسی: Victor Nelsson؛ زادهٔ ۱۴ اکتبر ۱۹۹۸) بازیکن فوتبال اهل دانمارک است.
از باشگاه‌هایی که در آن بازی کرده‌است می‌توان به باشگاه فوتبال کپنهاگن ، باشگاه فوتبال نورشلان و  گالاتاسرای اشاره کرد.
وی همچنین در تیم‌های ملی فوتبال زیر ۲۱ سال دانمارک، و دانمارک بازی کرده‌است.